# Hockey sur glace aux Jeux asiatiques d'hiver de 1990
Navigation
Sapporo 1986 Harbin 1996
Les tournois de Hockey sur glace aux Jeux asiatique d'hiver de Gangwon ont eu lieu du 9 mars 1990 au 14 mars 1990.
La Chine remporte le tournoi, son deuxième consécutif.

## Résultats
|  | Chine        | 7-2  | Corée du Sud  | Sapporo |
|  | Japon        | 6-2  | Corée du Nord | Sapporo |
|  | Chine        | 6-6  | Corée du Nord | Sapporo |
|  | Japon        | 11-7 | Corée du Sud  | Sapporo |
|  | Corée du Sud | 6-5  | Corée du Nord | Sapporo |
|  | Japon        | 2-4  | Chine         | Sapporo |

|                    | Équipe        | PJ | V | N | D | Pts | Bp. | Bc. | Diff. |
| ------------------ | ------------- | -- | - | - | - | --- | --- | --- | ----- |
| Médaille d'or      | Chine         | 3  | 2 | 1 | 0 | 5   | 17  | 10  | +7    |
| Médaille d'argent  | Japon         | 3  | 2 | 0 | 1 | 4   | 19  | 13  | +6    |
| Médaille de bronze | Corée du Sud  | 3  | 1 | 0 | 2 | 2   | 15  | 23  | -8    |
| 4                  | Corée du Nord | 3  | 0 | 0 | 3 | 0   | 13  | 18  | -5    |